# Stundennachschlagwerk
Ein Stundennachschlagwerk ist ein zusätzliches Schlagwerk großer Turmuhren, das den Stundenschlag auf einer oft tiefer gestimmten Glocke wiederholt. 

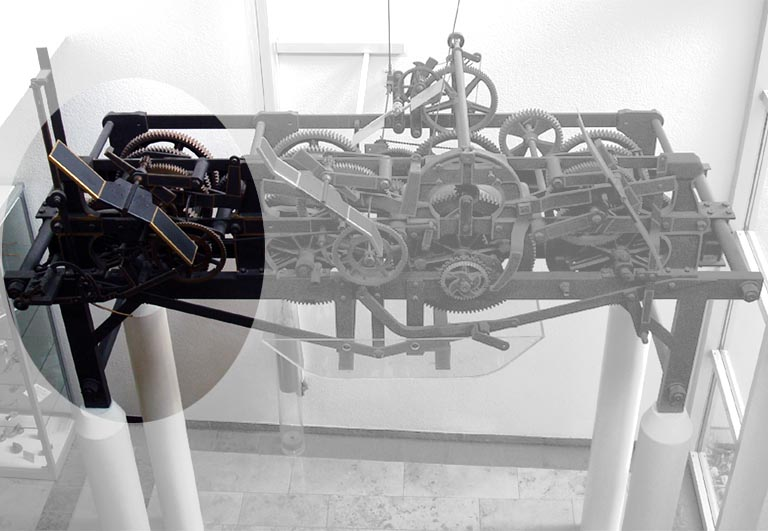
Nachschlagwerk der ehemaligen Turmuhr der kath. Pfarrkirche St. Kilian in Schweinfurt, erbaut 1929 von der Fa. Georg Rammensee in Gräfenberg/Ofr.

## Geschichte
Das Stundennachschlagwerk wird häufig in Turmuhren meist großer Stadtkirchen und Dome als zusätzliches Schlagwerk eingesetzt und wiederholt den Stundenschlag auf einer (überwiegend tiefer gestimmten) Glocke. Es automatisiert dabei den manuellen Nachschlag des Turmwächters, der bis ins 20. Jahrhundert hinein von der Türmerstube aus über seine Stadt wachte und vor allem vor Kriegsgefahr und Feuersbrünsten durch Glockenzeichen zu warnen hatte. Damit jeder Bürger der Stadt stets die stille Wacht des Türmers kontrollieren konnte und um sicherzustellen, dass dieser nicht schlief, musste er stündlich in die Glockenstube herabsteigen und für alle laut hörbar den Stundenschlag der Turmuhr auf der Bourdonglocke des Geläutes repetieren. Die Turmuhr war aus Kostengründen meist weniger leistungsstark ausgelegt und schlug nur mit einem leichten Hammer auf eine mittelgroße Uhrglocke. 
Durch den Einbau moderner Hauptuhren für Kirchen, welche auch den Stundennachschlag steuert, ist ein separates Schlagwerk nicht mehr nötig.

## Verwendung
Das Stundennachschlagwerk ist ein vom Stundenschlagwerk ausgelöstes Selbstschlagwerk. Auch wenn es den Stundenschlag wiederholt (repetiert), darf es nicht mit dem Repetitionsschlagwerk verwechselt werden. Dieses wird niemals bei Turmuhren eingesetzt, sondern dient vor allem in tragbaren Kleinuhren wie Armband-, Taschen-, aber auch Reiseuhren zur vom Benutzer ausgelösten akustischen Zeitanzeige. 
In vielen italienischen und französischen Türmen, im Hausgebrauch aber auch in Comtoise- oder Burgunderuhren, wird der Stundennachschlag auf der gleichen Glocke wie der Stundenschlag ausgeführt. In diesen Fällen wird der Nachschlag vom Stundenschlagwerk bewirkt, das zu diesem Zweck zweimal kurz hintereinander ausgelöst wird. Die Auslösung des Nachschlages erfolgt dann einige Minuten nach dem Stundenschlag und es ist dann kein separates Nachschlagewerk vorhanden.

### Uhren mit Stundennachschlagewerken (Auswahl)
- Turmuhr des Grand Temple in La Chaux-de-Fonds von Armand Collin (Paris)
- Kirchturmuhr	Mariä Himmelfahrt, Marktoffingen
- Kirchturmuhr in der Eschenauer Wendelinskirche in Obersulm[3]
- ehemalige Turmuhr der kath. Pfarrkirche St. Kilian im Foyer des Kolpinghauses in Schweinfurt (siehe Abbildung)
- Turmuhr E400D von Philipp Hörz (Ulm) der kath. Pfarrkirche St. Anton in Schweinfurt
- Turmuhr von Georg Rammensee (Gräfenberg/Ofr.) im Turmuhrenmuseum Neulußheim[4]
- Turmuhr von Benedikt Schneider (Schonach) im Turmuhrenmuseum Neulußheim[5]